# مایکل بیچمپ
مایکل بیچمپ (انگلیسی: Michael Beauchamp؛ زادهٔ ۸ مارس ۱۹۸۱) یک بازیکن فوتبال اهل استرالیا است.
وی همچنین در تیم ملی فوتبال استرالیا بازی کرده‌است.